# Sycophaga sycomori
Sycophaga sycomori är en stekelart som först beskrevs av Carl von Linné 1758.  Sycophaga sycomori ingår i släktet Sycophaga och familjen fikonsteklar. Inga underarter finns listade i Catalogue of Life.